# Versorgungssperre
Unter Versorgungssperre versteht man im deutschen Mietrecht die Einstellung der Versorgung der durch den Mieter genutzten Mieträume mit Heizung, Strom und Wasser durch den Vermieter.
Der Mieter ist gesetzlich zur Begleichung von Kosten verpflichtet, welche dem Vermieter bei der Bereitstellung von Versorgungsleistungen entstehen (BGB § 556 Absatz 1). Diese Kosten darf er nicht ohne einen rechtlich relevanten Grund kürzen, die Zahlung einstellen oder verweigern.
Der Vermieter ist nach Beendigung des Mietverhältnisses grundsätzlich nicht mehr verpflichtet, die vertraglich übernommenen Versorgungsleistungen (Belieferung mit Heizenergie, Strom, Wasser) fortzusetzen, wenn der Mieter die Mieträume trotz Beendigung des Mietvertrages weiter nutzt. Allerdings darf der Vermieter Versorgungsleistungen nicht einstellen, wenn er dem Mieter kündigte und dieser der Kündigung widersprochen hat. Dann muss er das Vertragsverhältnis vollumfänglich fortsetzen, bis eine gerichtliche Entscheidung getroffen wurde. Dazu muss der Vermieter fristgerecht Räumungsklage einreichen. Diesen Rechtsweg darf er nicht umgehen, da er sich hierdurch strafbar machen würde (Verbotene Eigenmacht nach BGB § 858 Absatz 1, Nötigung nach Strafgesetzbuch § 240 Absatz 1). In diesem Fall stünden dem Mieter das Recht auf Unterlassungsklage, Strafanzeige, Mietminderung (BGB § 536) sowie Schadensersatzansprüche (BGB § 536a Absatz 1) zu.
Hat der Mieter einen direkten Vertrag mit einem Energieversorgungsunternehmen (Strom, Heizenergie, Wasser), so dass die Abrechnung nicht über den Vermieter läuft (z. B. Betriebskosten-Abrechnung), so darf der Vermieter die betreffenden Versorgungsleistungen zu keiner Zeit eigenmächtig unterbrechen, da er sich hierdurch strafbar machen würde.(Besitzstörung nach BGB § 862 Absatz 1, Verbotene Eigenmacht nach BGB § 858 Absatz 1, gegebenenfalls Nötigung nach Strafgesetzbuch § 240 Absatz 1) In diesem Fall stünden dem Mieter das Recht auf Unterlassungsklage, Strafanzeige, Mietminderung (BGB § 536) sowie Schadensersatzansprüche (BGB § 536a Absatz 1) zu. Zudem müsste der Vermieter auch mit einem Rechtsstreit mit dem Energieversorgungsunternehmen rechnen.
In der Frage ob Vermieter Versorgungsleistungen einstellen dürfen, haben Gerichte bereits Entscheidungen gefällt.
- Das Landgericht Göttingen hat im Urteil 5 T 282 / 02 festgestellt, dass ein Vermieter den Strom auch dann nicht abstellen darf, wenn der Mieter mit der Begleichung von Betriebskosten im Verzug ist.
- Das Amtsgericht München hat in seinem Urteil Az. 473 C 16960 / 12 vom 24. Juli 2012 festgelegt, dass ein Vermieter den Strom auch nach Kündigung nicht abstellen darf.

Begeht ein Vermieter eine Versorgungssperre bei einem Mieter der einen Härtefall begründen kann (z. B. häusliche Pflege), so fällt der Schadensersatzanspruch nach BGB § 536a Absatz 1 unter Umständen besonders hoch aus.
Ein Anspruch auf die Fortsetzung von Versorgungsleistungen kann sich nach Beendigung des Mietvertrages im Einzelfall aus Treu und Glauben, insbesondere aus nachvertraglichen Pflichten ergeben.
Reduziert ein Mieter die Betriebskosten und stellt sich in einem späteren Gerichtsverfahren heraus, dass er dazu nicht berechtigt war, so schuldet er die Zahlungen und muss mit weiteren Rechtsschritten gegen ihn rechnen (u. a. Schufa-Eintrag).
Wie bei Rechtsangelegenheiten üblich, sind Mitteilungspflichten und Fristen von beiden Parteien einzuhalten. Daher ist die Inanspruchnahme einer Rechtsberatung vor jedem Rechtsschritt zur Wahrung der eigenen Interessen wichtig.

## Belege
1. ↑  BGH Urteil vom 6. Mai 2009, Az. XII ZR 137/07 – juris GmbH, abgerufen am 12. Juli 2012 (PDF; 108 kB).
2. ↑  BGH Urteil vom 6. Mai 2009, Az. XII ZR 137/07 (Seite 7 Absatz 2 Satz 2) – juris GmbH, abgerufen am 12. Juli 2012 (PDF; 108 kB).